# Ignazio Knoblecher
Ignazio Knoblecher (Škocjan, 6 luglio 1819 – Napoli, 13 aprile 1858) è stato un prete, missionario ed esploratore sloveno, noto per la sua opera di evangelizzazione cattolica nell'Africa centrale.

## Biografia
Ignazio Knoblecher (in lingua slovena Ignacij Knoblehar) studiò al Ginnasio di Rudolfswerth  (attuale Novo Mesto), al Liceo e al Seminario teologico di Lubiana e al Collegio di Propaganda Fide a Roma.
Il 9 marzo 1845 fu ordinato sacerdote.
Il 3 aprile 1846, quando fu costituito il Vicariato apostolico per l'Africa Centrale, Propaganda Fide scelse Knoblecher fra i missionari inviati in quella regione. Prima di partire per l'Africa centrale, Knoblecher trascorse alcuni anni in Libano e poi in Siria per imparare i riti e le usanze dei cristiani della Chiesa Orientale.
Verso la fine di settembre del 1847, lasciò Il Cairo con il Provicario apostolico Massimiliano Ryllo e altri quattro missionari fra i quali don Angelo Vinco.  Giunsero a Khartoum l'11 febbraio 1848 dove costruirono una scuola per giovani neri che avevano riscattato al mercato degli schiavi e che successivamente li aiutarono nelle loro missioni.
Grazie a loro Knoblecher imparò le lingue parlate in alcune zone interne dell'Africa e fu presto in grado di compilare una sorta di dizionario di queste lingue.
Quando Padre Ryllo morì, il 17 giugno 1848, Knoblecher gli successe come Provicario apostolico.
Tornato da un viaggio in Europa durante il quale aveva raccolto fondi per far sopravvivere la missione, organizzò una spedizione esplorativa lungo l'Alto Nilo Bianco  finalizzata a trovare un luogo adeguato per la fondazione di una stazione missionaria.
Lo accompagnarono Padre Emanuele Pedemonte, un gesuita ligure, e don Angelo Vinco dell'Istituto veronese di don Nicola Mazza, saranno i primi bianchi a penetrare latitudini fino ad allora inesplorate.
Nel 1850 Knoblecher ritornò in Austria per cercare nuovi missionari e fondi per proseguire la missione.
Tornato in Africa nel 1852 con cinque nuovi missionari, costruì una missione tra la popolazione Bari a Gondokoro e, nel 1854, la stazione Santa Croce fra la popolazione Denka.
L'opera di Knoblecher e dei missionari fu ostacolata dai mercanti di schiavi e di avorio che avevano interesse a ridurre in totale schiavitù le tribù del centro Africa,  inoltre il clima africano e le malattie provocarono la morte precoce di molti missionari, Knoblecher stesso morì mentre stava viaggiando in Europa per rimettersi in salute.
Preziosi resoconti dei suoi viaggi in Africa centrale furono pubblicati nella raccolta Jahresberichte des Marienvereins (Vienna, 1852-1858).